# Xenorhina macrops
Xenorhina macrops är en groddjursart som beskrevs av Van Kampen 1913. Xenorhina macrops ingår i släktet Xenorhina och familjen Microhylidae. IUCN kategoriserar arten globalt som livskraftig. Inga underarter finns listade i Catalogue of Life.